# Pučišća
Pučišća ist eine Gemeinde und ein Ort auf der Insel Brač in der Gespanschaft Split-Dalmatien in Kroatien. Pučišća wird oft in Auflistungen über die schönsten kleinen Orte in Europa erwähnt. Der Ort ist vor allem für seinen weißen Kalkstein aus den lokalen Steinbrüchen und für seine Steinmetzkunst bekannt. Der Ort Pučišća hat laut der Volkszählung von 2021 eine Bevölkerung von 1341 Einwohnern, während die Gemeinde als Ganzes 1926 Einwohner verzeichnet. Zu der Gemeinde gehören neben Pučišća die Orte Gornji Humac und Pražnica, beide im Inneren der Insel.

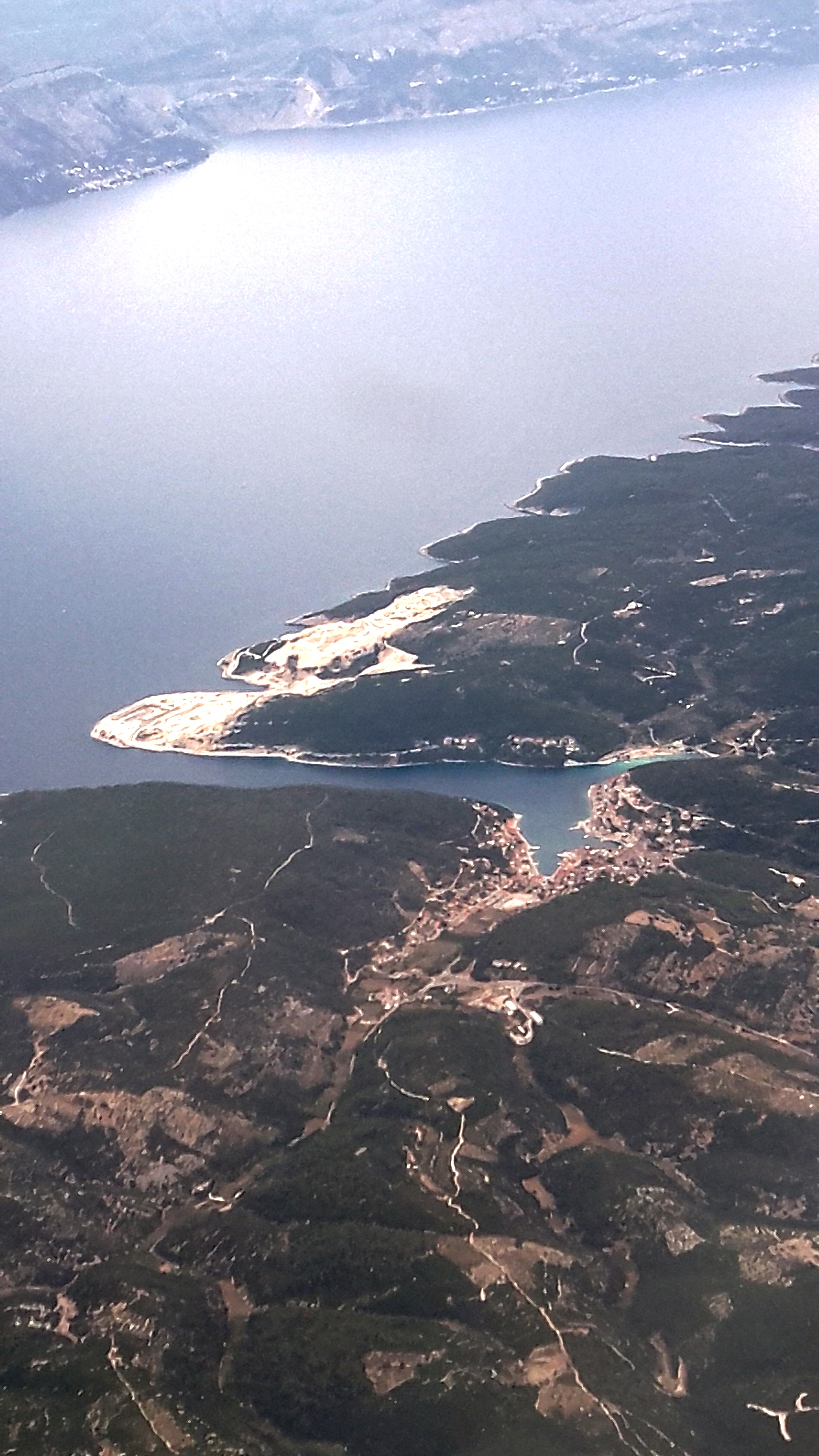
Luftansicht von Pučišća, Blickrichtung Nordosten. Oben im Bild sieht man das Dalmatinische Festland, das von Brač, unten im Bild, durch das Meer getrennt ist. Die weiße Fläche auf der östlichen Seite des Eingangs zur Bucht ist der Steinbruch Veselje. Man kann die beiden Arme der Bucht erkennen, Stipinska luka nach rechts und Pučiški dolac nach unten.

Zahlreiche der Gebäude sind aus dem lokalen Kalkstein erbaut oder mit diesem belegt, ebenso wie die vielen Steinkunstwerke im Ort. So gibt der Stein dem Ort sein charakteristisches weißes Aussehen. Der Kalkstein spielt seit langem eine wichtige Rolle im Leben des Ortes. Jadrankamen, die größte Steinbruchsfirma Europas, hat hier ihre Zentrale, und auch die einzige Steinmetzschule Kroatiens ist hier angesiedelt. Manche der nahegelegenen Steinbrüche datieren zurück bis in die Zeit des Römischen Reiches.

## Geografie
Der Ort liegt am Ende einer tief eingeschnittenen natürlichen Bucht auf der nördlichen Seite der Insel Brač. Die Bucht spaltet sich in zwei Arme auf, Stipanska luka (‚Stefans Hafen‘) nach Osten hin, und Pučinski dolac (‚Tal von Pučišća‘) nach Westen. Die Insel steigt vom Wasser aus rapide an, so dass der Ort ein wenig an ein Amphitheater erinnert. Die tiefste Stelle im Hafen heißt Talija, der kroatische Name für die Muse Thalia.
Pučišća ist durch zwei Straßen mit dem Rest der Insel verbunden: die Gemeindestraße Ž6161, die nach Westen entlang der Nordküste der Insel nach Postira führt, und die serpentinenartige Gemeindestraße Ž6193 nach Pražnica ins Inselinnere. Eine Straße entlang der Küste nach Osten nach Povlja wird zurzeit gebaut. Man kann Pučišća auch mit dem Schiff erreichen, es gibt allerdings keine regelmäßige Fährverbindung.

## Geschichte

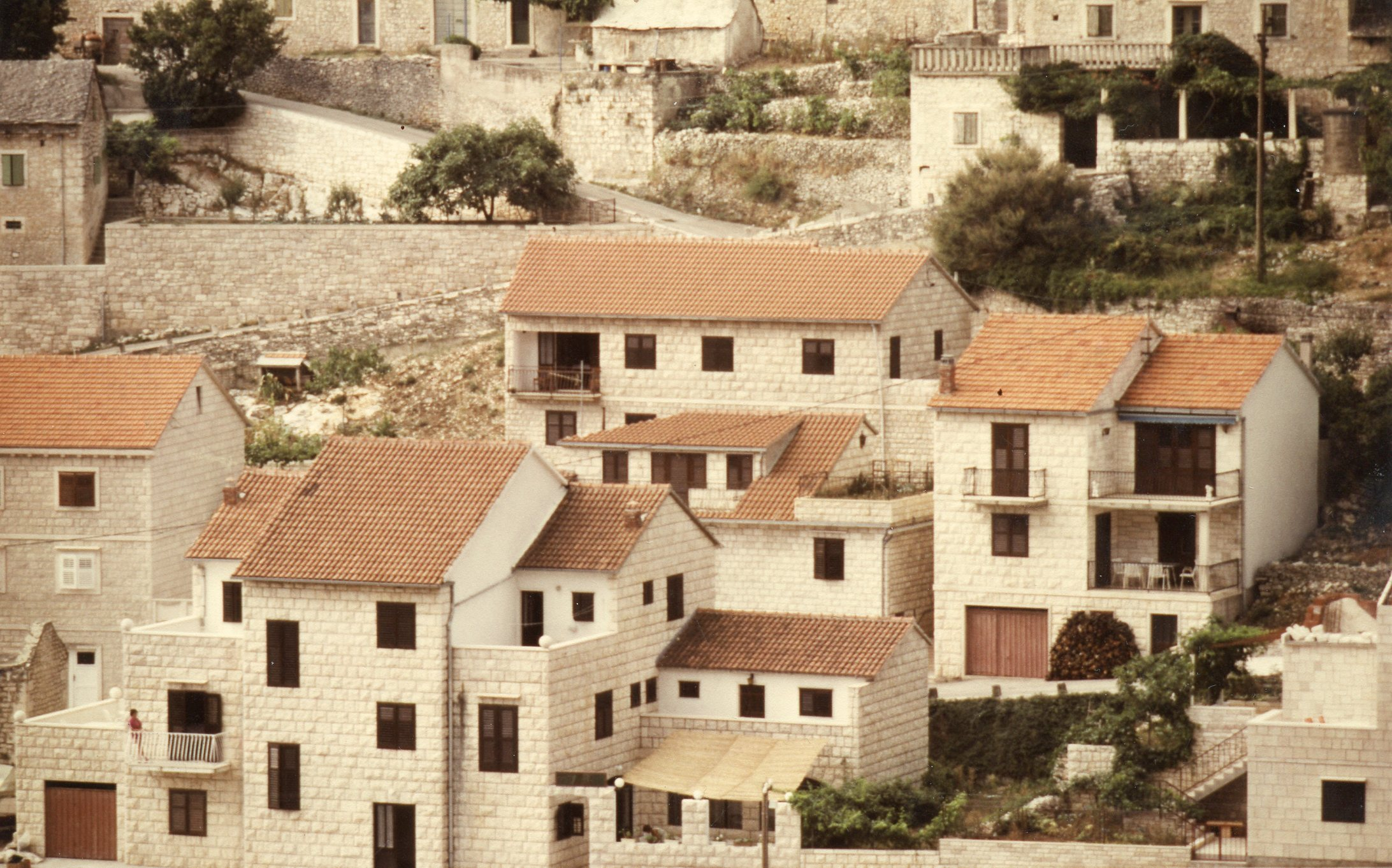
Beispiele für die weißen Häuser Pučišćas.

Archäologische Entdeckungen, insbesondere ein Jupiteraltar und eine römische Grabstele, bezeugen, dass die Bucht schon zur römischen Zeit besiedelt war. Die älteste erhaltene Kirche stammt aus dem 6. Jahrhundert, die Kirche unserer Lieben Frau vom Trost auf dem Friedhof (Crkva Blažene Gospe od Utjehe na groblju). Piratenangriffe zwangen die Bevölkerung, sich in das Landesinnere zurückzuziehen.
Erst als sich nach 1420 die Herrschaft der Venezianer über die Adria erstreckte, wurde die Lage ruhiger und die Bevölkerung siedelte sich wieder in der Bucht an. Nach Angriffen durch das Osmanische Reich begann man mit dem Bau von befestigten Türmen, kaštela genannt. Insgesamt wurden dreizehn kaštela errichtet: Žuvetić (erbaut 1467), Akvila, Prodić, Mladinić, Pinešić, Ivelić, Davidović, Čipičić, Bokanić, Radojković, Cepernić, Posinković, Katković und Bilavić. Diese dreizehn bilden heute das Wappen des Ortes, und sie gaben dem Ort den Beinamen luka kula, ‚Festungshafen‘. Von ihnen sind noch vier erhalten. Selbst größere Angriffe wie ein Angriff der Türken 1571 wurden mit Hilfe der Türme vereitelt.
1566 wurde Pučišća von der Kirchengemeinde Pražnica abgetrennt, und die Gemeindekirche des Heiligen Hieronymus (Sveti Jere) wurde gegründet. Die Kirche wurde 1750 mit barocken Elementen erweitert. Das Altarbild in der Kirche wurde von Jacopo Palma dem Jüngeren angefertigt, einem Schüler Tizians.
Nach fast vier Jahrhunderten endete die Herrschaft Venedigs über Brač 1797. Nach einigem Hin und Her zwischen Frankreich, Italien und Österreich-Ungarn stabilisierten die letzteren ihre Herrschaft 1815. 1823 erhob Österreich-Ungarn Pučišća zum administrativen Hauptort für den östlichen Teil der Insel. Mit dem Zerfall Österreich-Ungarns wurde Brač Teil Jugoslawiens und Kroatiens.

## Kultur

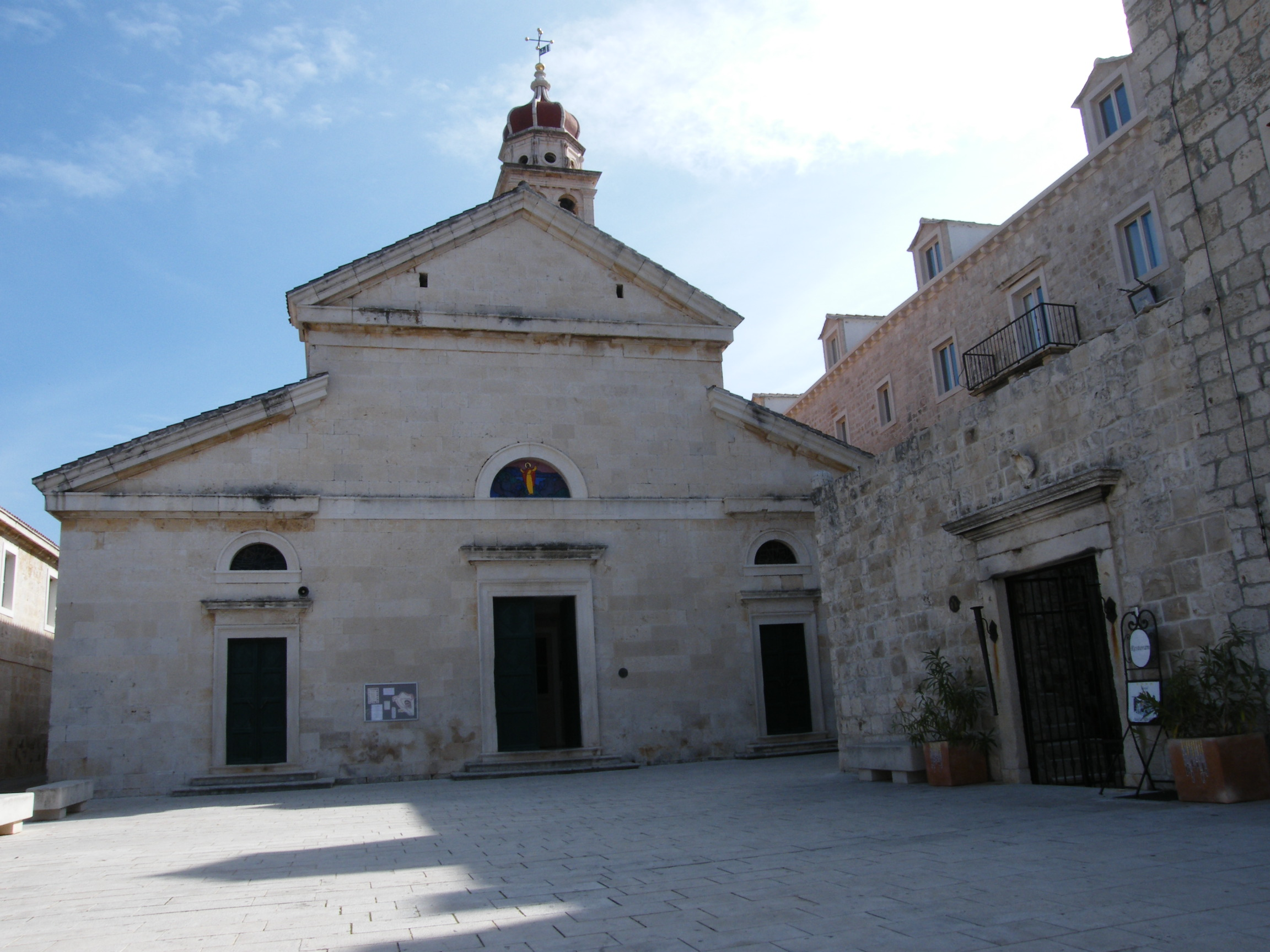
Die Front der Gemeindekirche des Hl. Hieronymus (Sv. Jere).

Die Liste von Povlja, eines der ältesten Dokumente in kroatischer Sprache, wird in der Kirche des Heiligen Hieronymus (Sveti Jere) aufbewahrt. Das Dokument wurde am 1. Dezember 1250 verfasst.
Steinmetze und andere Künstler sorgten während der Renaissance dafür, dass der Stein aus Pučišća bekannt wurde. Giorgio da Sebenico (Kroatisch Juraj Dalmatinac, 1410–1473) und sein Schüler Andrea Alessi erstellten Statuen, Sarkophage und andere Kunstwerke aus dem Stein. Ivan Puljizić (17. Jahrhundert), der in Pučišća geboren wurde, wirkte am Hof von Papst Innozenz X. Die wahrscheinlich bekanntesten Steinmetze der jüngeren Zeit sind Branislav Dešković (1883–1939) und Valerije Michielli (1922–1981).
Die älteste Schule der Insel wurde 1516 in Pučišća gegründet. 1868 wurde die älteste Bibliothek der Insel hier gegründet. Die wichtigsten Historiker der Insel stammen alle aus Pučišća: Vicko Prodić (1628–1666), Petar Dominis (1654–1728), Trifun Mladinić (1680–1708), und Andrija Ciccarelli (1759–1823). Auch die Schriftsteller Jure Žuvetić (16. Jahrhundert) und Sabe Mladinić (17. Jahrhundert) sind von hier.
Historische Dokumente erwähnen eine Kirche auf dem Berg Čad, östlich vom Ort, die dem Heiligen Michael geweiht war. Die Lage der Kirche ist heute unbekannt.

### Liste der geschützten Kulturdenkmäler

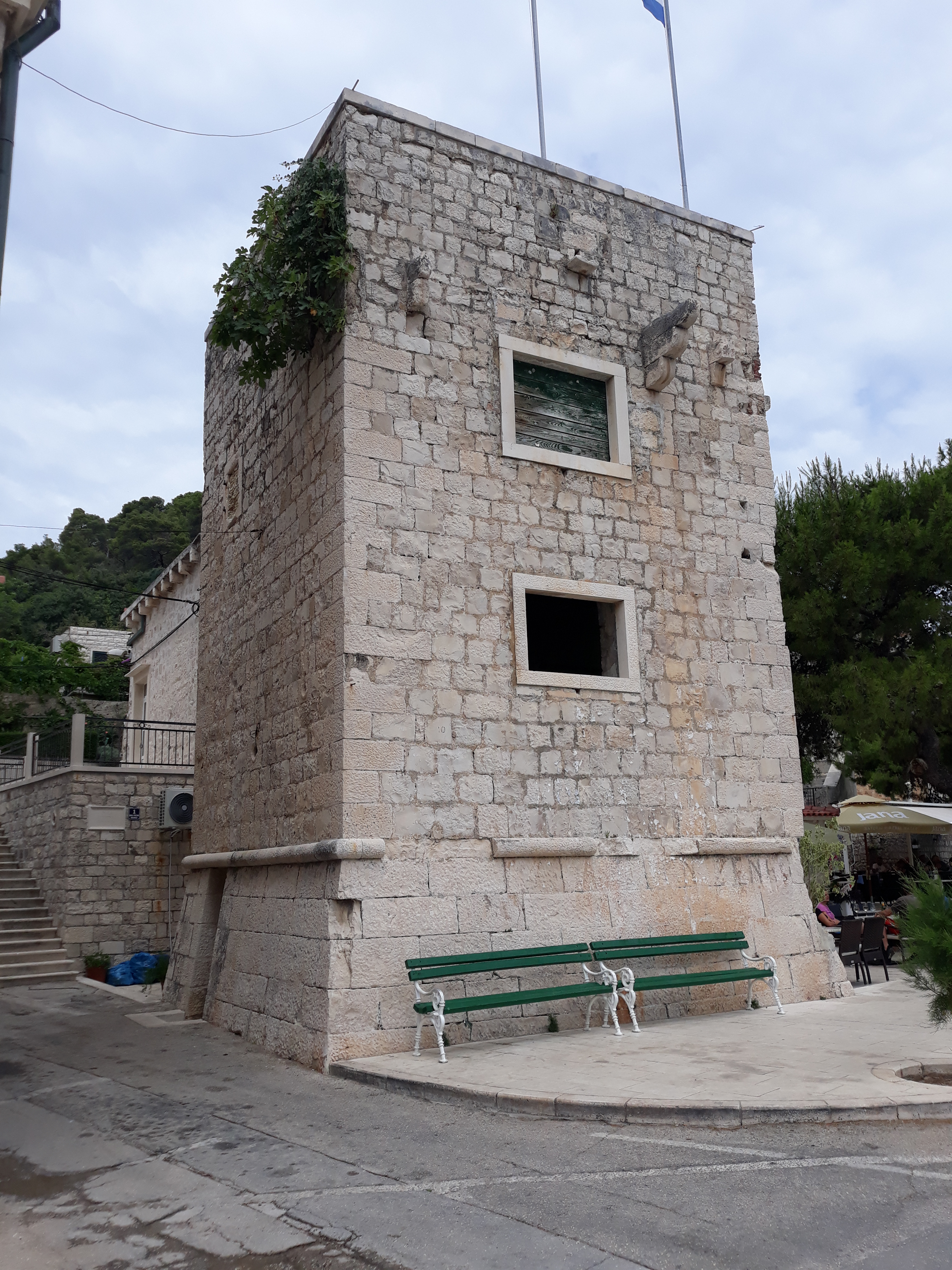
Turm Akvila (kula Akvila), eine der dreizehn Befestigungen die Pučišća beschützten.

- Turm Akvila (kula Akvila), eine der dreizehn Befestigungen die Pučišća beschützten.Der historische Ortskern von Pučišća (RST-0654-1972)
- Die Gemeindekirche des Heiligen Hieronymus (Sv Jere) von 1566 (Z-4781)
- Das Altarbild des Heiligen Rochus von Jacopo Palma dem Jüngeren aus dem 17. Jahrhundert in der besagten Kirche (RST-140,24.41-70)
- Die Orgel aus dem 18. Jahrhundert in der besagten Kirche (Z-1818)
- Die Bibliothek und das Archiv von Andrija Ciccarelli aus dem 18. und 19. Jahrhundert (RST-94,24/78-68)
- Die Liste von Povlja von 1250 (RST-22, 24/144-66)
- Weiteres Inventar in besagter Kirche aus dem 16. bis 19. Jahrhundert (RST-294,24/82-7)
- Die Kirche unserer Lieben Frau vom Trost auf dem Friedhof, ursprünglich dem Heiligen Stefan geweiht, aus dem 6. Jahrhundert und im 18. Jahrhundert erweitert (Z-3826)
- Das Inventar besagter Kirche aus dem 17. bis 18. Jahrhundert (RST-292,24/60-73)
- Die Kirche unserer Lieben Frau von Batak, dem Heiligen Cyprian geweiht von 1533 (Z-1869)
- Das Inventar besagter Kirche aus dem 18. und 19. Jahrhundert (RST-293,24/63-73)
- Die Kirche des Heiligen Georg auf dem Veli Bračuti, östlich vom Ort aus dem 14. Jahrhundert (Z-4681)
- Die Kirche der Heiligen Lucia aus dem 16. Jahrhundert (Z-4574)
- Das Inventar besagter Kirche aus dem 18. und 19. Jahrhundert (RST-291,24/59-73)
- Die Kirche des Heiligen Georg in dem inzwischen verlassenen Ort Straževnik, erstmals erwähnt 1111 (Z-4779)
- Kaštel Ciccarelli aus dem 16. Jahrhundert (Z-5296)
- Kula Akvila aus dem 15. Jahrhundert (Z-3825)
- Haus Dešković aus dem 18. Jahrhundert (Z-3241)
- Der Leuchtturm des Heiligen Nikolas (Z-1870)
- Das Fragment eines weiblichen Gesichts aus dem 4. Jahrhundert (RST-204,24/91-71)

## Wirtschaft

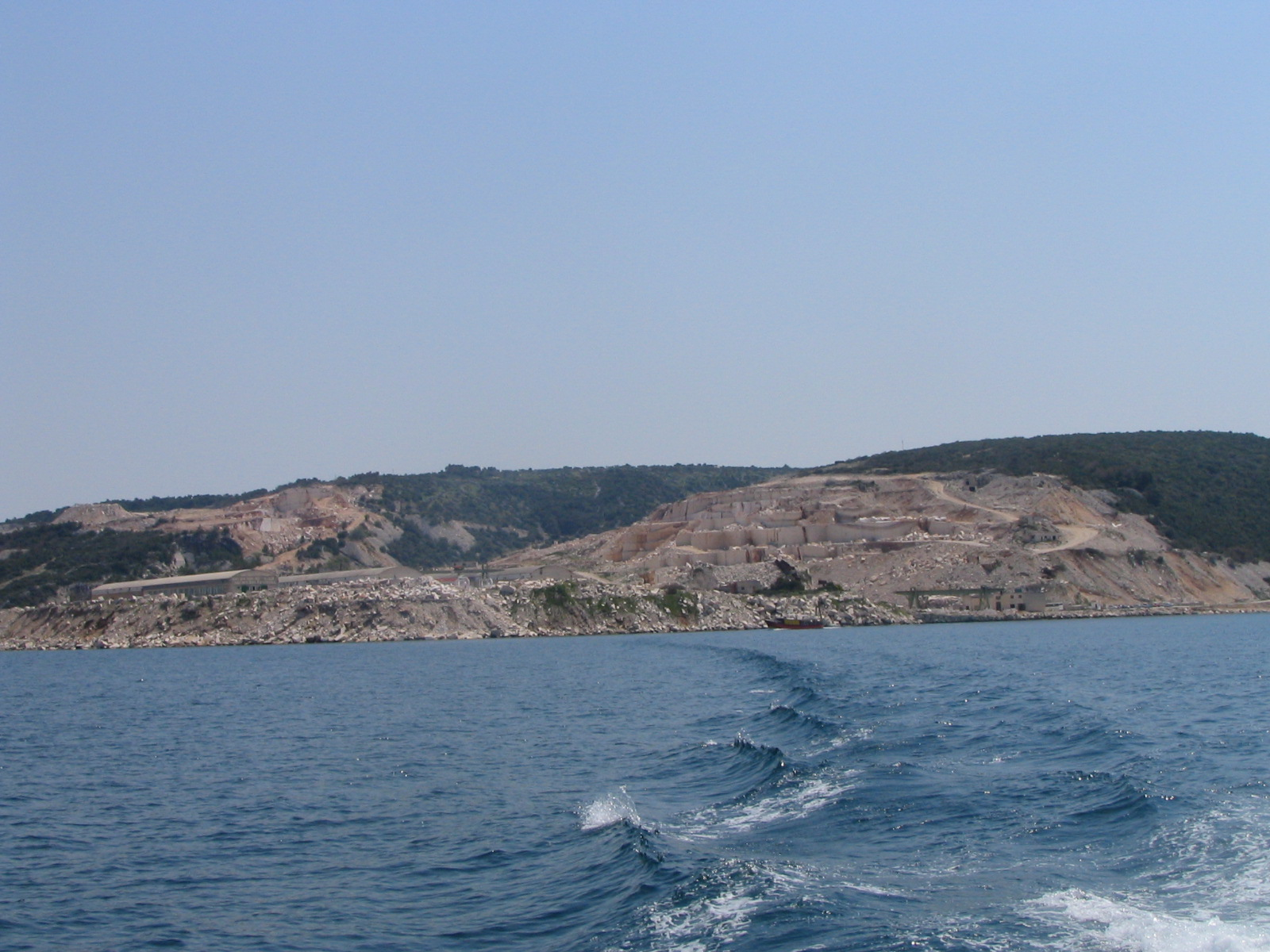
Veselje, der größte Steinbruch auf Brač.

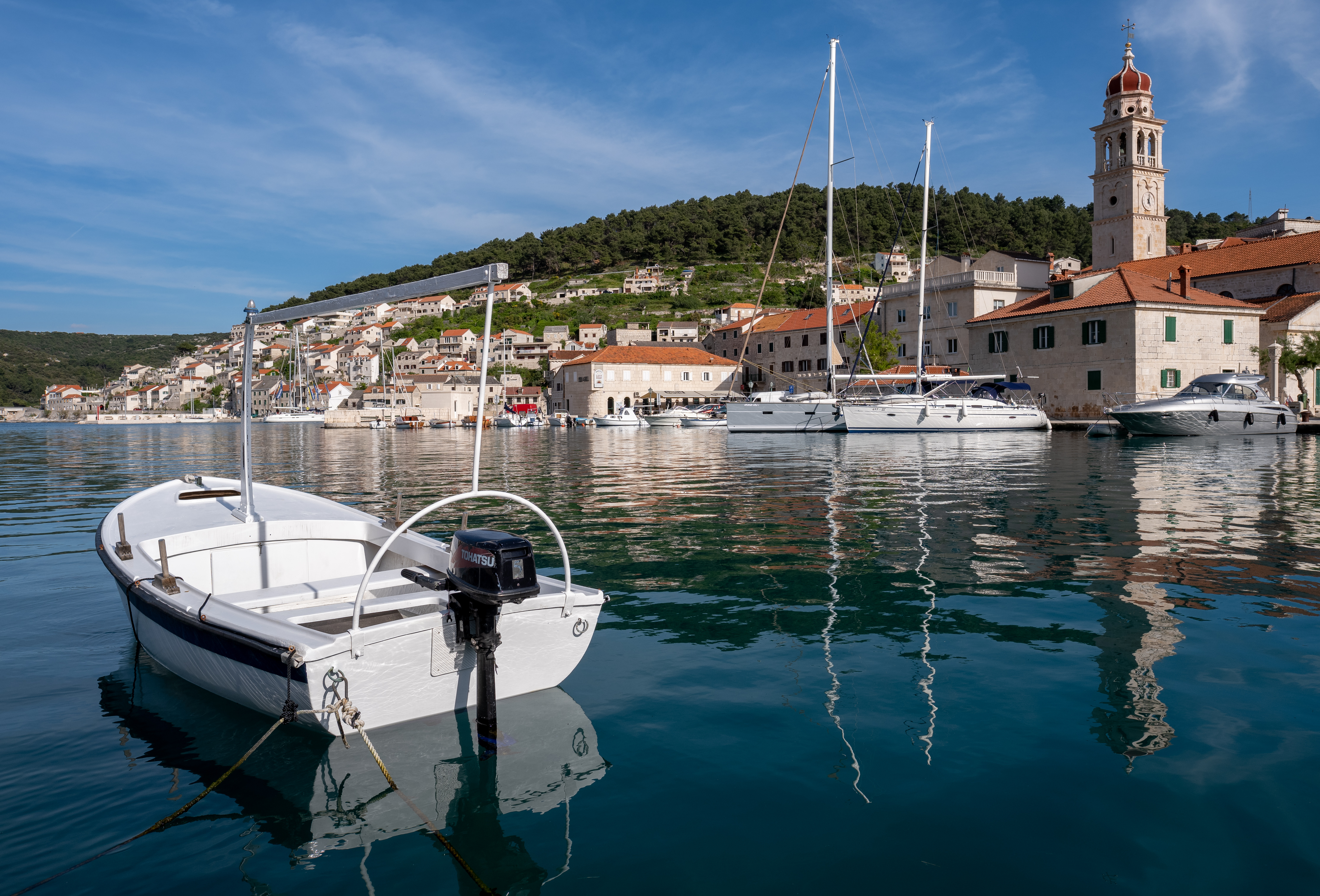
Der Hafen von Pučišća

Traditionell war der Stein das wichtigste Gut des Ortes. Die 1906 gegründete Steinmetzschule beruht auf einer Jahrhunderte alten Tradition. Sie ist die einzige Steinmetzschule in Kroatien.
Die wichtigsten Kalksteinbrüche befinden sich entlang der Küste, östlich von Pučišća. Der größte Steinbruch ist Veselje ('Freude'), der Jadrankamen gehört, der größten europäischen Steinbruchfirma. Das leuchtende Weiß von Veselje ist selbst vom Festland und von Luftaufnahmen aus leicht zu erkennen. Der Steinbruch wird schon 1455 in Dokumenten erwähnt, als der Stein von Giorgio da Sebenico (Kroatisch Juraj Dalmatinac) verwendet wurde. Eine oft wiederholte lokale Legende besagt, dass der weiße Kalkstein aus Pučišća auch für das Weiße Haus in Washington verwendet wurde.
Weitere Steinbrüche in der Nähe von Pučišća sind Tesišće, Punta und Kupinovo. Die Geschichte der Steinbrüche reicht bis in die Zeit des Römischen Reiches zurück.
Außer Stein sind die weiteren traditionellen Wirtschaftszweige Weinbau, Fischerei, Anbau von Oliven sowie Tierhaltung (hauptsächlich Schafe und Ziegen), und zunehmend Tourismus.

## Bevölkerung
Die Einwohner der Gemeinde Pučišćas sind zur überwiegenden Mehrheit Kroaten (98 %) und römisch-katholisch (95 %).
Die Bevölkerung des Ortes selbst wuchs von der Mitte des 18. bis zum Anfang des 20. Jahrhunderts stark – von 680 Einwohnern 1763 auf 2297 Einwohner 1910. Doch aufgrund der wirtschaftlichen Situation emigrierten viele Einwohner im 20. Jahrhundert, insbesondere nach Australien, Neuseeland, Chile, Argentinien und Deutschland. Bei der letzten Volkszählung 2021 hatte der Ort eine Bevölkerung von nur noch 1351 Einwohnern, der niedrigste Stand seit den 1850er Jahren.

## Persönlichkeiten

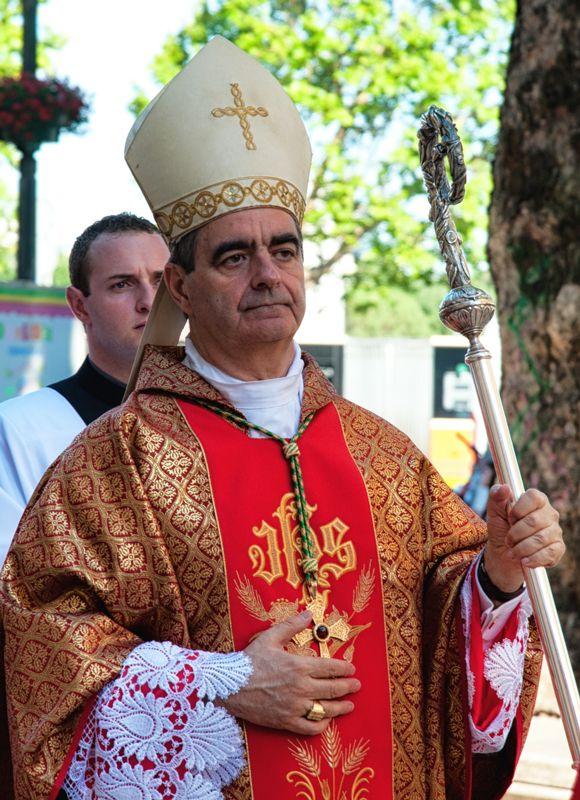
Nikola Eterović, Apostolischer Nuntius für Deutschland, wurde 1951 in Pučišća geboren.

- Nikola Eterović, Apostolischer Nuntius für Deutschland, wurde 1951 in Pučišća geboren.Josip Baturić (1902–1983), Professor in Zagreb für Steinbruch und Bergbau
- Neno Belan (* 1962), Sänger und Liedermacher
- Trifun Bokanić (1575–1609), Steinmetz
- Andrija Ciccarelli (1759–1823), Geschichtsschreiber
- Branislav Dešković (1883–1939), Steinmetz
- Lujo Ivan Moro Dominis (1867–nach 1914?), Geschäftsmann, wanderte nach Chile aus
- Petar Dominis (1654–1728), Geschichtsschreiber und Priester
- Francis Hyacint Eterovich (1913–1981), dominikanischer Enzyklopädist
- Nikola Eterović (* 1951), Kurienerzbischof und Apostolischer Nuntius in Deutschland
- Juraj Jordan (1880–1949), Geschäftsmann, wanderte nach Chile aus
- Miro Kačić (1946–2001), Linguist
- Josip Lukinović (1866–1939), Geschäftsmann, wanderte nach Chile und später Frankreich aus
- Ante Čedo Martinić (1960–2011), Schauspieler
- Jerko Martinić (* 1936), Musikologe
- Zdravko Martinić-Jerčić (1928–2008), Agrarwissenschaftler
- Juraj Matulić Zorinov (1884–1941), Journalist und Diplomat, wanderte nach Chile aus
- Valerije Michielli (1922–1981), Steinmetz
- Jeronim Mihaić (1873–1960), Franziskaner und Wirtschaftswissenschaftler
- Ivan Mladineo (1889–1938), Journalist, wanderte in die USA aus
- Sabo Mladinić or Sebastianus Mladineus (1561 oder 1563–1620 oder 1621), Autor
- Gaetano Moscatelli (1765–1822), Orgelbauer
- Tomislav Ostoja (* 1931), Steinmetz und Bildhauer
- Vicko Prodić (1628–1663), Geschichtsschreiber
- Ivan Puljičić (17. Jahrhundert), Architekt und Ingenieur
- Veseljko Sulić (* 1929), Balletttänzer und Choreograph
- Ivo Vrandečić, (* 1927), ehemaliger Präsident der Bundesversammlung Jugoslawiens und Geschäftsführer von Jadranbrod
- Vesna Vrandečić, Sängerin der Band Xenia
- Vlasta Vrandečić Lebarić (* 1953), Schriftsteller
- Doris Vučković, b. Vrandečić, Fernsehmoderatorin und Lottofee

Einige Kroatische Geschichtsschreiber behaupten, dass John Owen Dominis, Prinzgemahl der letzten Königin von Hawaii und später Gouverneur von Hawaii, auf die Familie Dominis (Gospodnetić) aus Pučišća zurückzuführen ist.
Manche Familiennamen wie Vrandečić und Eterović können eindeutig in ihrer Herkunft auf Pučišća zurückbestimmt werden.